# Kyrksjön (Tryserums socken, Småland)
Kyrksjön är en sjö i Valdemarsviks kommun i Småland och ingår i Vindåns huvudavrinningsområde. Sjön har en area på 0,695 kvadratkilometer och ligger 27,1 meter över havet.

## Delavrinningsområde
Kyrksjön ingår i det delavrinningsområde (644831-154021) som SMHI kallar för Mynnar i Vindommen. Medelhöjden är 63 meter över havet och ytan är 26,4 kvadratkilometer. Det finns inga avrinningsområden uppströms utan avrinningsområdet är högsta punkten. Vattendraget som avvattnar avrinningsområdet har biflödesordning 2, vilket innebär att vattnet flödar genom totalt 2 vattendrag innan det når havet efter 24 kilometer. Avrinningsområdet består mestadels av skog (68 procent) och jordbruk (15 procent). Avrinningsområdet har 1,97 kvadratkilometer vattenytor vilket ger det en sjöprocent på 7,4 procent.